# Hoeve (Valkenswaard)
Hoeve is een buurtschap  in de gemeente Valkenswaard in de Nederlandse provincie Noord-Brabant. Het ligt 7 kilometer ten zuidwesten van de plaats Valkenswaard, een kilometer ten oosten van de N69.
Dorpen: Borkel · Dommelen · Schaft · Valkenswaard

Buurtschappen: Achterste Brug · Deelshurk · De Kapel · Heuvel · Hoek · Hoeve · Keersop · Venbergen · Voorste Brug · Zeelberg

Noord-Brabant: Steden en dorpen      Nederland: Provincies · Gemeenten